# Lista de prefeitos de Arraial
Constam a seguir os administradores eleitos no município de Arraial, criado pela Lei Estadual n.º 2.559 de 9 de dezembro de 1963 sancionada pelo governador Petrônio Portela e que foi instalado em 31 de janeiro de 1967.

## Prefeitos de Arraial
| Ordem  | Lista de prefeitos do município     | Partido | Início do mandato       | Fim do mandato         | Cidade onde nasceu | Unidade federativa | Notas      |
| ------ | ----------------------------------- | ------- | ----------------------- | ---------------------- | ------------------ | ------------------ | ---------- |
| 1º     | Vitório Rosa de Oliveira            | ARENA   | 31 de janeiro de 1967   | 31 de janeiro de 1971  |                    |                    |            |
| 2º     | Odontino Ferreira dos Santos        | ARENA   | 1º de fevereiro de 1971 | 31 de janeiro de 1973  | Arraial            | Piauí              |            |
| 3º     | Vitório Rosa de Oliveira            | ARENA   | 1º de fevereiro de 1973 | 31 de janeiro de 1977  |                    |                    |            |
| 4º     | Francisco Alvarenga Rocha           | ARENA   | 1º de fevereiro de 1977 | 31 de janeiro de 1983  | Arraial            | Piauí              |            |
| 5º     | Zacarias Pereira Lima               | PDS     | 1º de fevereiro de 1983 | 31 de dezembro de 1988 | Arraial            | Piauí              | [ 4 ]      |
| 6º     | Odontino Ferreira dos Santos        | PFL     | 1º de janeiro de 1989   | 31 de dezembro de 1992 | Arraial            | Piauí              | [ 5 ]      |
| 7º     | Francisco Alvarenga Rocha           | PFL     | 1º de janeiro de 1993   | 31 de dezembro de 1996 | Arraial            | Piauí              |            |
| 8º     | Raimundo José da Rocha              | PL      | 1º de janeiro de 1997   | 31 de dezembro de 2000 |                    |                    |            |
| 9º     | Eulália Lúcia da Silva Alves Santos | PFL     | 1º de janeiro de 2001   | 31 de dezembro de 2004 | Teresina           | Piauí              |            |
| 9º     | Eulália Lúcia da Silva Alves Santos | PFL     | 1º de janeiro de 2005   | 31 de dezembro de 2008 | Teresina           | Piauí              | [ nota 2 ] |
| 10º    | Numas Pereira Porto                 | PDT     | 1º de janeiro de 2009   | 31 de dezembro de 2012 | Arraial            | Piauí              |            |
| 11º    | Leonerso da Silva Marinho           | PSD     | 1º de janeiro de 2013   | 31 de dezembro de 2016 | Arraial            | Piauí              |            |
| 12º    | Numas Pereira Porto                 | PDT     | 1º de janeiro de 2017   | 31 de dezembro de 2020 | Arraial            | Piauí              |            |
| 13º    | Aldemes Barroso da Silva            | PP      | 1º de janeiro de 2021   | 31 de dezembro de 2024 | Floriano           | Piauí              | [ 6 ]      |
| 13º    | Aldemes Barroso da Silva            | PP      | 1° de janeiro de 2025   | Em exercício           | Floriano           | Piauí              | [ 7 ]      |
| Fonte: |                                     |         |                         |                        |                    |                    |            |

## Vice-prefeitos de Arraial
| Ordem  | Lista de vice-prefeitos do município | Partido | Início do mandato       | Fim do mandato         | Cidade onde nasceu | Unidade federativa | Notas |
| ------ | ------------------------------------ | ------- | ----------------------- | ---------------------- | ------------------ | ------------------ | ----- |
| 1º     | Teobaldo Alvarenga Rocha             | ARENA   | 31 de janeiro de 1967   | 31 de janeiro de 1971  |                    |                    |       |
| 2º     | José Ribamar de Sousa                | ARENA   | 1º de fevereiro de 1971 | 31 de janeiro de 1973  |                    |                    |       |
| 3º     | José de Siqueira Madeira             | ARENA   | 1º de fevereiro de 1973 | 31 de janeiro de 1977  |                    |                    |       |
| 4º     | Zacarias Pereira Lima                | ARENA   | 1º de fevereiro de 1977 | 31 de janeiro de 1983  | Arraial            | Piauí              |       |
| 5º     | Odontino Ferreira dos Santos         | PDS     | 1º de fevereiro de 1983 | 31 de dezembro de 1988 | Arraial            | Piauí              |       |
| 6º     | Elias Silvestre Helal Rocha          | PFL     | 1º de janeiro de 1989   | 31 de dezembro de 1992 |                    |                    |       |
| 7º     | Zacarias Pereira Lima                | PFL     | 1º de janeiro de 1993   | 31 de dezembro de 1996 | Arraial            | Piauí              |       |
| 8º     | Numas Pereira Porto                  | PFL     | 1º de janeiro de 1997   | 31 de dezembro de 2000 | Arraial            | Piauí              |       |
| 9º     | Teobaldo Alvarenga Rocha             | PFL     | 1º de janeiro de 2001   | 31 de dezembro de 2004 |                    |                    |       |
| 10º    | Benício Dauto de Sousa               | PFL     | 1º de janeiro de 2005   | 31 de dezembro de 2008 | Arraial            | Piauí              |       |
| 11º    | Leonerso da Silva Marinho            | PTB     | 1º de janeiro de 2009   | 31 de dezembro de 2012 | Arraial            | Piauí              |       |
| 12º    | Maria Valdirene Santos Silva         | PSB     | 1º de janeiro de 2013   | 31 de dezembro de 2016 | Arraial            | Piauí              |       |
| 13º    | Francisco Pereira da Rocha           | PR      | 1º de janeiro de 2017   | 31 de dezembro de 2020 | Arraial            | Piauí              |       |
| 13º    | Francisco Pereira da Rocha           | PL      | 1º de janeiro de 2021   | 31 de dezembro de 2024 | Arraial            | Piauí              | [ 6 ] |
| 14º    | Numas Pereira Porto                  | MDB     | 1° de janeiro de 2025   | Em exercício           | Amarante           | Piauí              | [ 7 ] |
| Fonte: |                                      |         |                         |                        |                    |                    |       |

## Vereadores de Arraial
Relação ordenada conforme o número de mandatos exercidos por cada vereador a partir do ano de sua primeira eleição, observado sempre que possível a ordem alfabética.
| Alberto Oliveira da Rocha                 | 08 | 1992, 1996, 2000, 2004, 2008, 2012, 2016, 2020 | Arraial         | Piauí |
| Eron Marques Bueno                        | 06 | 2000, 2004, 2008, 2012, 2016, 2020             | Arraial         | Piauí |
| José Balduíno Madeira                     | 04 | 1988, 1992, 1996, 2004                         | Francisco Ayres | Piauí |
| Francisco Canaverde da Rocha              | 04 | 1992, 1996, 2000, 2004                         | Arraial         | Piauí |
| Claricindo José Ferreira                  | 03 | 1976, 1982, 1988                               |                 |       |
| João Francisco Bueno                      | 03 | 1976, 1982, 1988                               |                 |       |
| Luiz Gonzaga dos Santos                   | 03 | 1982, 1988, 1992                               |                 |       |
| Antônio Vieira de Siqueira                | 03 | 1988, 1992, 1996                               |                 |       |
| Francisco Pereira da Rocha                | 03 | 1996, 2008, 2012                               | Arraial         | Piauí |
| Luís Rodrigues da Silva                   | 03 | 1996, 2000, 2004                               | Arraial         | Piauí |
| Agripino Siqueira Madeira                 | 03 | 2000, 2004, 2008                               | Amarante        | Piauí |
| Jackson Fernandys Siqueira da Paz         | 03 | 2012, 2016, 2020                               | Arraial         | Piauí |
| Luiz da Cunha Porto                       | 02 | 1966, 1970                                     |                 |       |
| Francisco de Sales Bispo                  | 02 | 1982, 1988                                     |                 |       |
| Manoel da Silva Santana                   | 02 | 1988, 1992                                     |                 |       |
| Alcides Geraldo Rocha                     | 02 | 2004, 2008                                     | Arraial         | Piauí |
| Francisco Monteiro dos Santos             | 02 | 2004, 2008                                     | Arraial         | Piauí |
| Avlângia Alves de Alcântara               | 02 | 2008, 2016                                     | Floriano        | Piauí |
| Luís Rogério Borges da Paz                | 02 | 2008, 2012                                     | Arraial         | Piauí |
| Rosimeire Costa da Silva                  | 02 | 2012, 2016                                     | Elesbão Veloso  | Piauí |
| Alice Paz Araújo                          | 02 | 2016, 2020                                     | Arraial         | Piauí |
| Édio Alves de Oliveira                    | 02 | 2016, 2020                                     | Arraial         | Piauí |
| Elielson dos Santos Pereira               | 02 | 2016, 2020                                     | Arraial         | Piauí |
| Rossélia dos Santos Castelo Branco        | 02 | 2016, 2020                                     | Arraial         | Piauí |
| José de Siqueira Madeira                  | 01 | 1966                                           |                 |       |
| José Ribamar de Sousa                     | 01 | 1966                                           |                 |       |
| Luiz Pereira de Sousa                     | 01 | 1966                                           |                 |       |
| Zacarias Pereira Lima                     | 01 | 1966                                           | Arraial         | Piauí |
| Antônio Pereira Martins                   | 01 | 1970                                           |                 |       |
| Francisco Alvarenga Rocha                 | 01 | 1970                                           | Arraial         | Piauí |
| João José de Sousa                        | 01 | 1970                                           |                 |       |
| Vicente Pereira dos Santos                | 01 | 1970                                           |                 |       |
| Antônio José da Rocha                     | 01 | 1972                                           |                 |       |
| Francisco Porfírio Machado                | 01 | 1972                                           |                 |       |
| João José Bueno                           | 01 | 1972                                           |                 |       |
| Maria José Sousa Rodrigues                | 01 | 1972                                           |                 |       |
| Rivaldo Severo da Paz                     | 01 | 1972                                           |                 |       |
| Euclides de Oliveira Santos               | 01 | 1976                                           |                 |       |
| João José Bueno                           | 01 | 1976                                           |                 |       |
| João Soares da Silva                      | 01 | 1976                                           |                 |       |
| Oscar Borges da Silva                     | 01 | 1976                                           |                 |       |
| Raimundo Francisco Lustosa                | 01 | 1976                                           |                 |       |
| Antônio José da Rocha                     | 01 | 1982                                           |                 |       |
| Eliziário Soares de Macedo                | 01 | 1982                                           |                 |       |
| Willamy Alves dos Santos                  | 01 | 1982                                           |                 |       |
| Benicio Dauto de Sousa                    | 01 | 1988                                           | Arraial         | Piauí |
| Maria José de Sousa Rodrigues             | 01 | 1988                                           |                 |       |
| Bento Soares de Oliveira                  | 01 | 1992                                           |                 |       |
| Josenita Maria Bastos da Silva            | 01 | 1992                                           |                 |       |
| Numas Pereira Porto                       | 01 | 1992                                           | Arraial         | Piauí |
| Dario dos Santos Soares                   | 01 | 1996                                           |                 |       |
| Luís Filho Pereira Porto                  | 01 | 1996                                           |                 |       |
| Valdemar Ferreira de Sousa                | 01 | 1996                                           |                 |       |
| Elias Silvestre Helal Rocha               | 01 | 2000                                           |                 |       |
| Gonçalo de Assis Oliveira                 | 01 | 2000                                           | Arraial         | Piauí |
| Neyran Oliveira Porto                     | 01 | 2000                                           |                 |       |
| Odontino Ferreira dos Santos              | 01 | 2000                                           | Arraial         | Piauí |
| Nivaldo Bueno Siqueira                    | 01 | 2004                                           | Arraial         | Piauí |
| Francisco Rodrigues dos Santos            | 01 | 2008                                           | Arraial         | Piauí |
| Selênia Maria Alves dos Santos de Miranda | 01 | 2012                                           | Arraial         | Piauí |
| Tertuliano Pereira da Paz                 | 01 | 2012                                           | Arraial         | Piauí |
| Welton Alves dos Santos                   | 01 | 2012                                           | Arraial         | Piauí |
| Francisco Filho de Sousa Rocha            | 01 | 2020                                           | Arraial         | Piauí |
| Francisco Jucivan de Sousa Macedo         | 01 | 2020                                           | Arraial         | Piauí |
| Fonte:                                    |    |                                                |                 |       |